# Castello di Weinberg
Il castello di Weinberg (in tedesco Schloss Weinberg) si trova nell'omonima frazione a Kefermarkt, comune austriaco del Distretto di Freistadt appartenente al Land dell'Alta Austria. La sua storia inizia nel XIII secolo.

## Storia

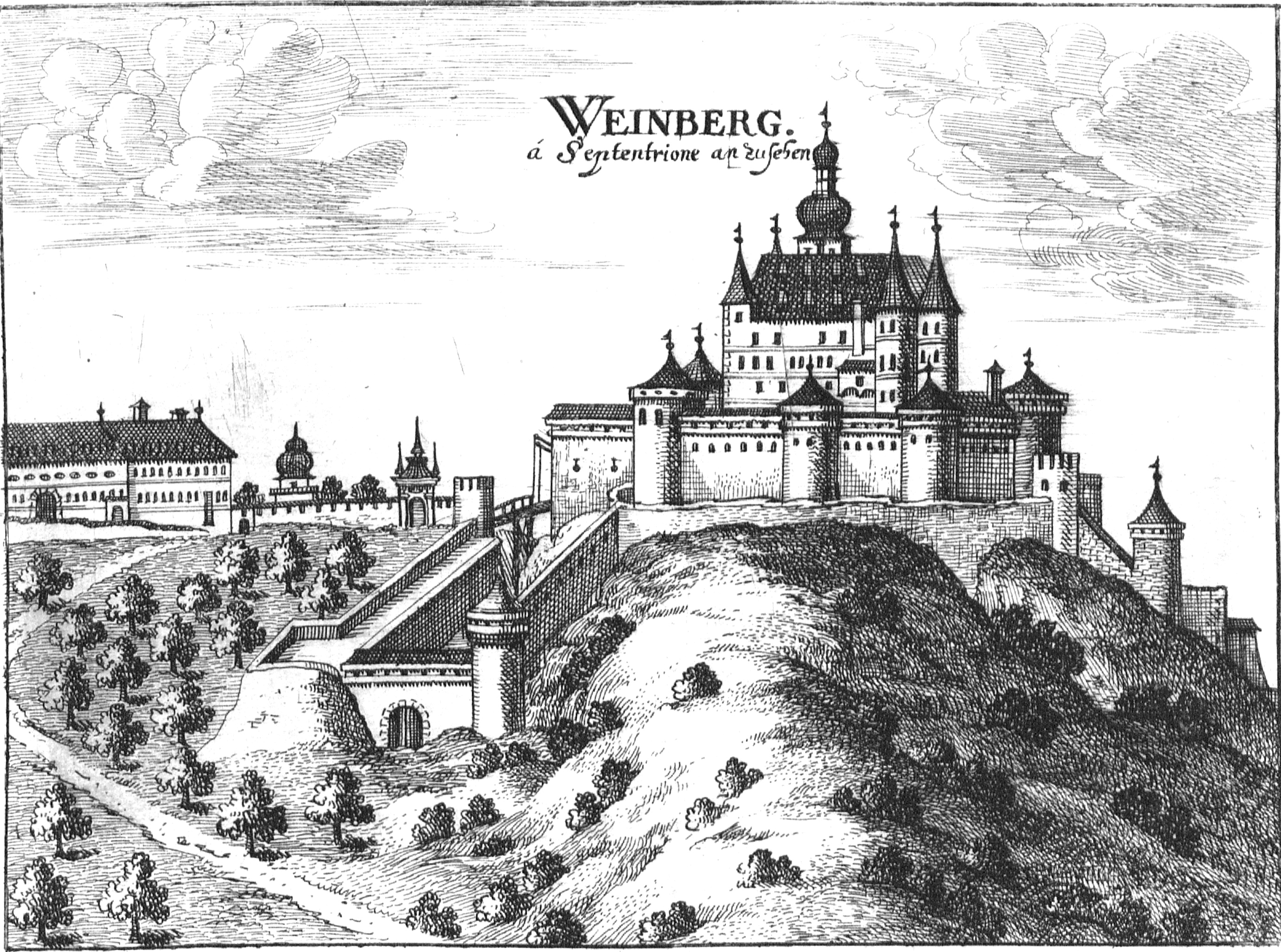
Castello di Weinberg, parte nord, in un'incisione del 1674, opera di Georg Matthäus Vischer

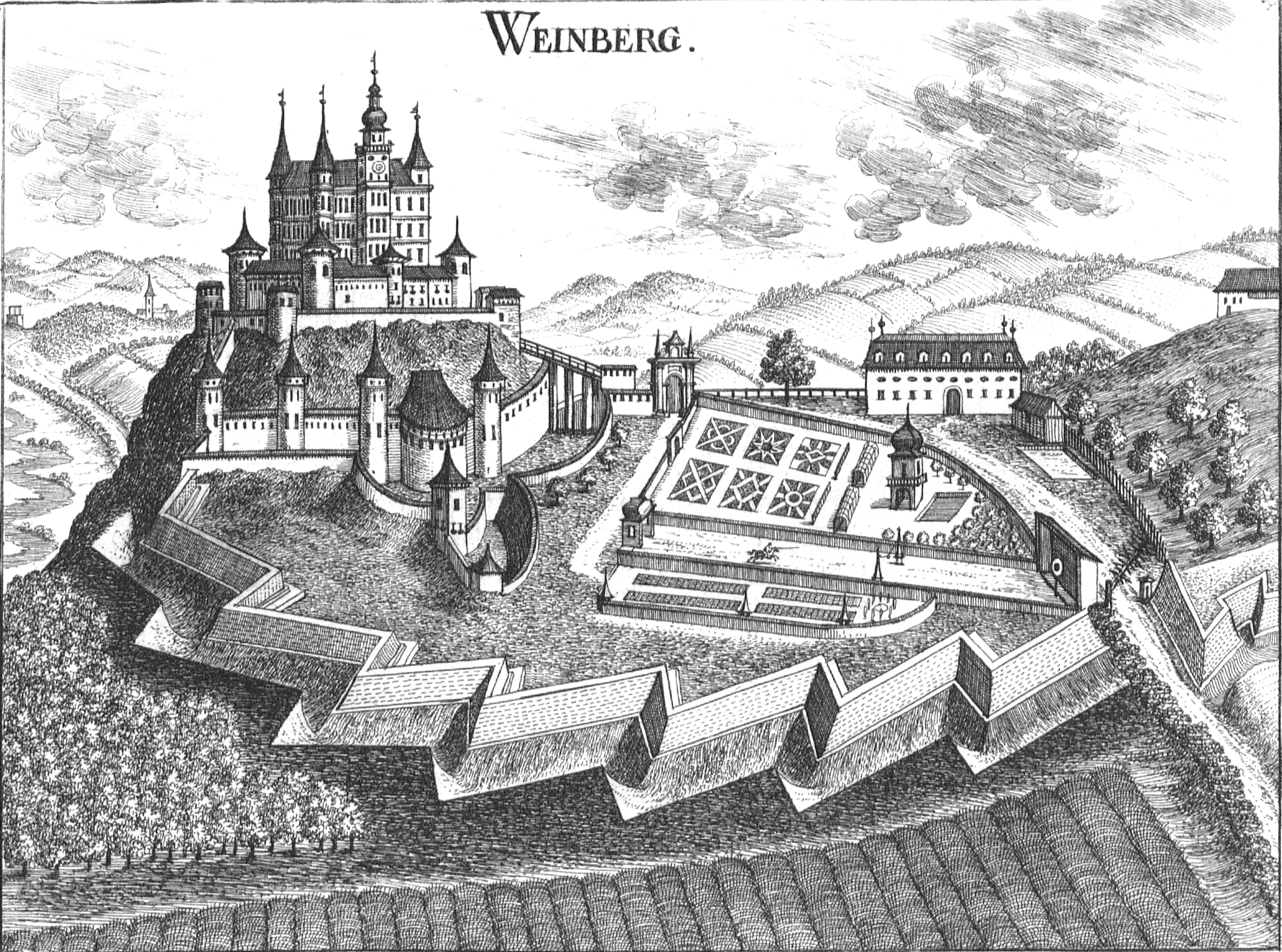
Castello di Weinberg, parte sud, in un'incisione del 1674, opera di Georg Matthäus Vischer

Il primo edificio venne probabilmente costruito nel XIII secolo dopo il disboscamento della foresta preesistente. La prima menzione documentata della costruzione risale al 1305 quando risultava signore locale Pietro Piber. In precedenza il territorio cadeva sotto la giurisdizione del vecchio governo di Freistadt. Nel 1378 entrò in pieno possesso dei fratelli Ruger e Alber von Zelking, la cui famiglia possedeva già metà del castello dal 1359. Christoph von Zelking fu consigliere di Federico III d'Asburgo e fece costruire la chiesa parrocchiale di Kefermarkt donandole il famoso altare alato tardogotico. Nel 1510 l'imperatore Massimiliano I abolì la sovranità feudale e da quel momento il castello appartenne agli Zelkinger. Verso la fine del XVI secolo, all'epoca della minaccia turca, il castello di Weinberg fu un luogo di rifugio per gli abitanti della zona ed è probabile quindi che fosse ben difeso e guarnito. Durante la guerra dei contadini dell'Alta Austria venne assaltato ed espugnato da questi sotto la guida di Stefan Fadinger. Durante il periodo della Controriforma, essendo protestante, Christoph Wilhelm von Zelking dovette lasciare l'Alta Austria e vendette la proprietà nel 1629 ritirandosi poi nei suoi possedimenti della Bassa Austria. L'acquirente fu Hans Christoph von Thürheim, che fece trasformare il castello in un palazzo residenziale e iniziò i lavori di ristrutturazione con la nuova cappella gentilizia.

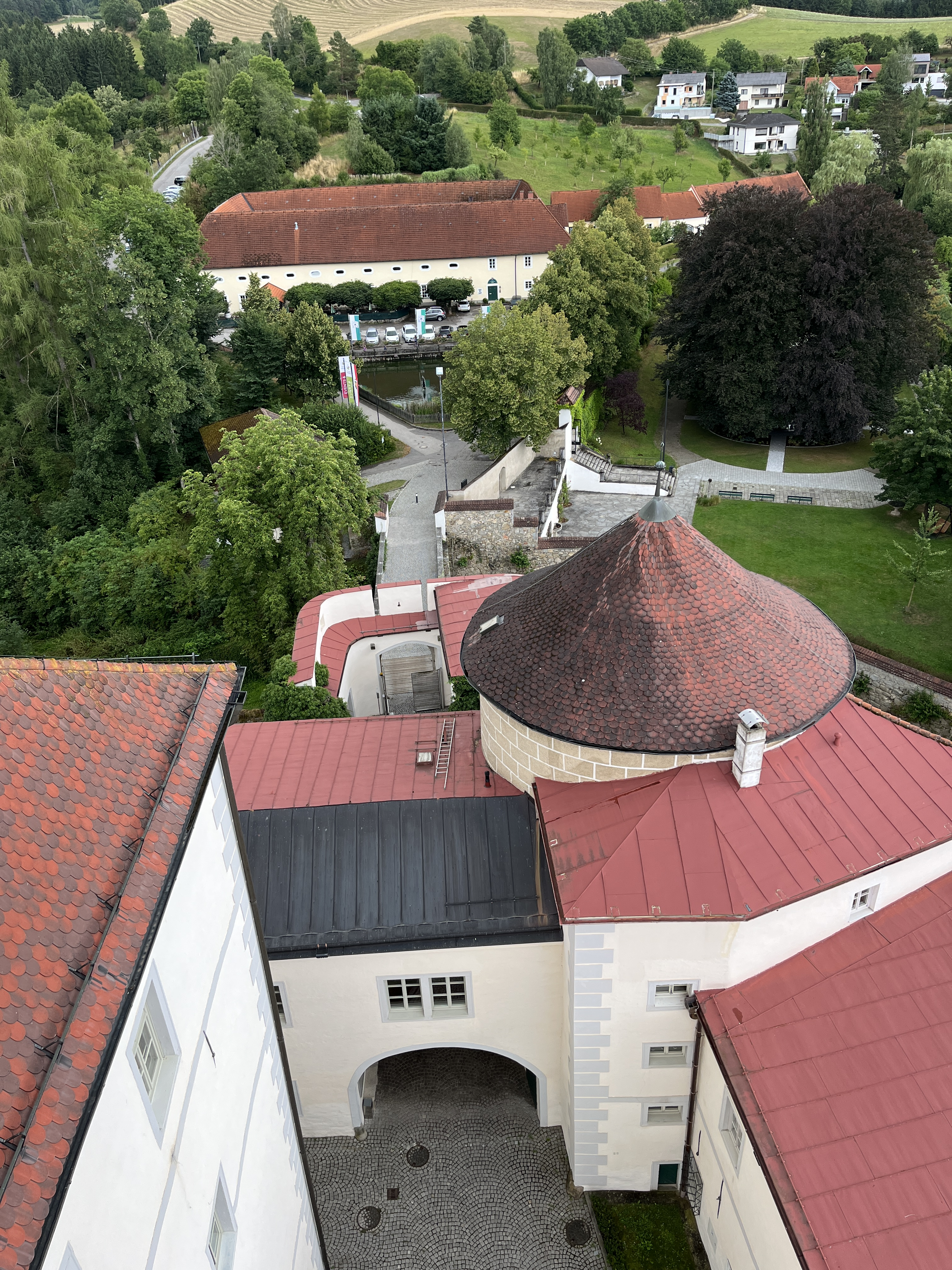
Particolare della struttura

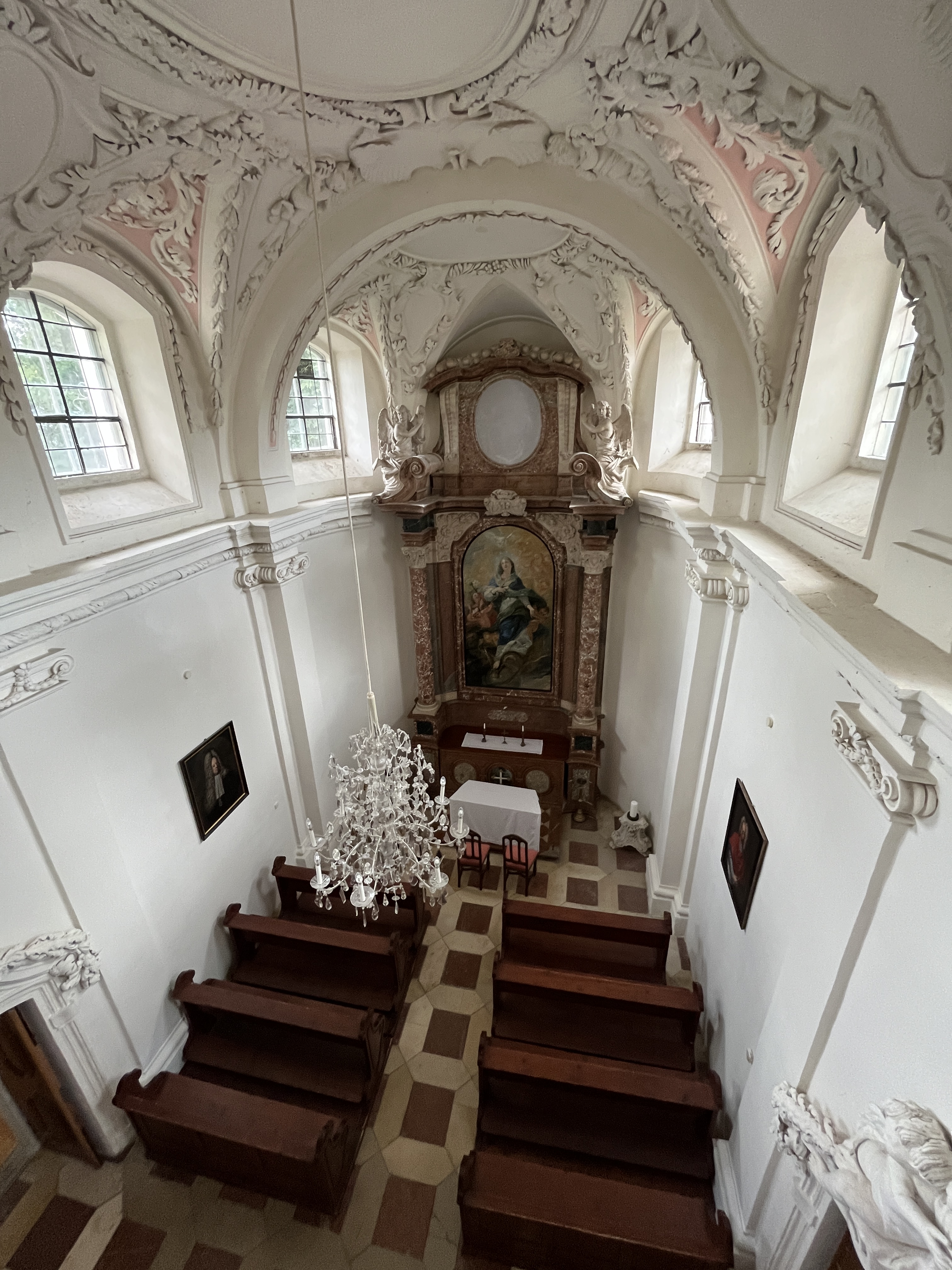
Cappella del castello

La famiglia Thürheim nel 1666 venne elevata a dignità di conti imperiali. Nel XVIII secolo ebbe tra i suoi membri due governatori statali ed esercitò la carica di colonnello maestro falconiere ereditario. I von Thürheim rimasero in possesso del castello di Weinberg fino all'estinzione della famiglia. Nel 1894 il dominio passò ai baroni di Gablenz grazie al matrimonio della figlia dell'ultimo Thürheimer, il conte Josef Andreas. A loro seguì il barone Christian von Zimmermann e il castello è rimasto alla sua famiglia. Nel 1945 il castello fu gravemente danneggiato durante l'occupazione da parte delle truppe dell'Armata Rossa e da quel momento l'edificio principale non fu più abitabile. Dal 1946 al 1954 venne utilizzato come centro di formazione per il sindacato dei costruttori e dei falegnami anche se questo non fermò il continuo degrado della struttura. Poi il castello venne utilizzato per un breve periodo dall'associazione delle vittime della guerra e anche come asilo per bambini abbandonati. Finalmente venne affittato per un periodo di 99 anni dal Land dell'Alta Austria, nel 1988, e fu oggetto di un importante lavoro di recupero. Dal 1989 funge da centro educativo e musicale statale e occasionalmente nelle ex sale di rappresentanza si svolgono concerti e altri eventi culturali.

## Descrizione

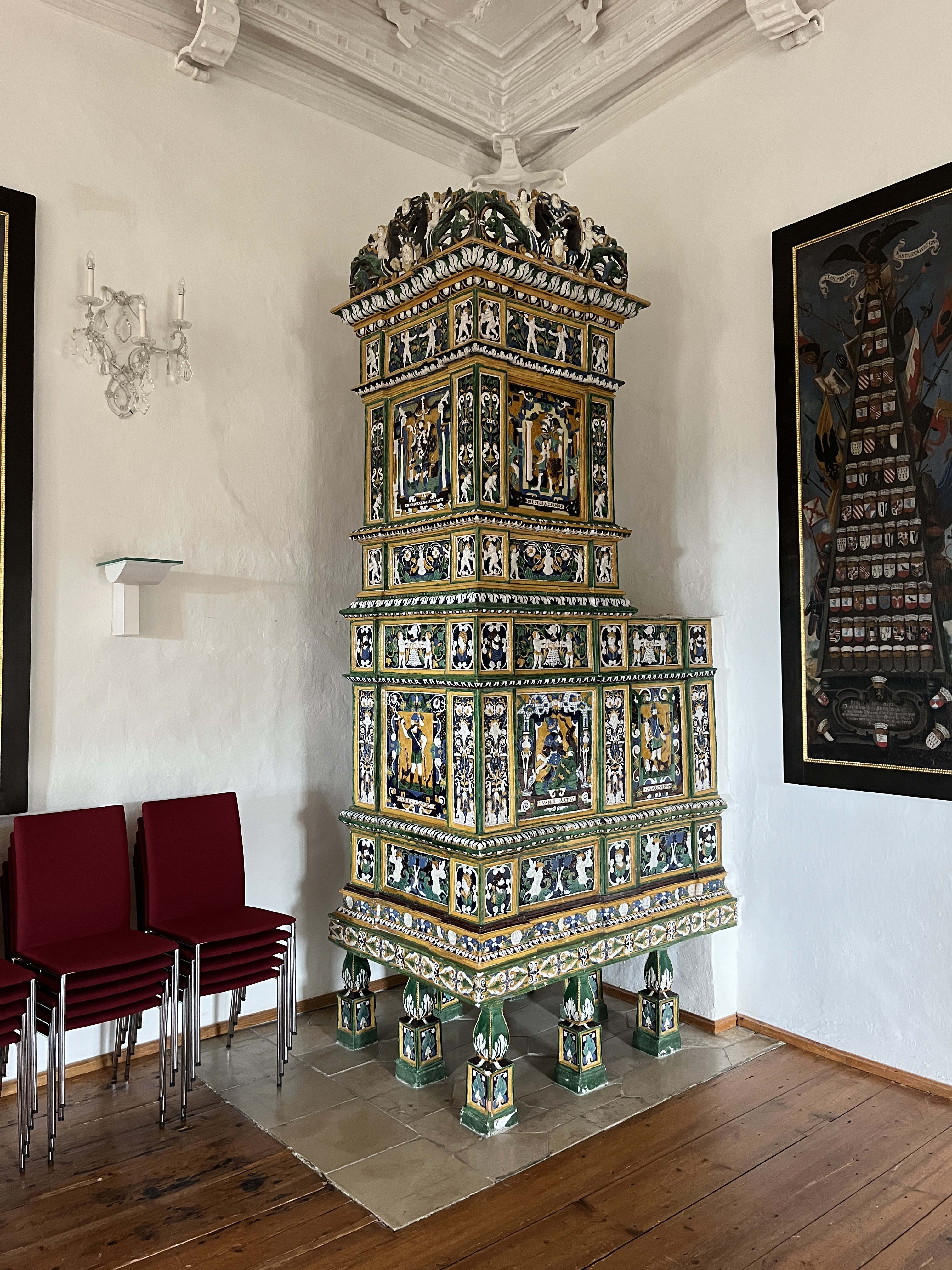
Stufa in maiolica

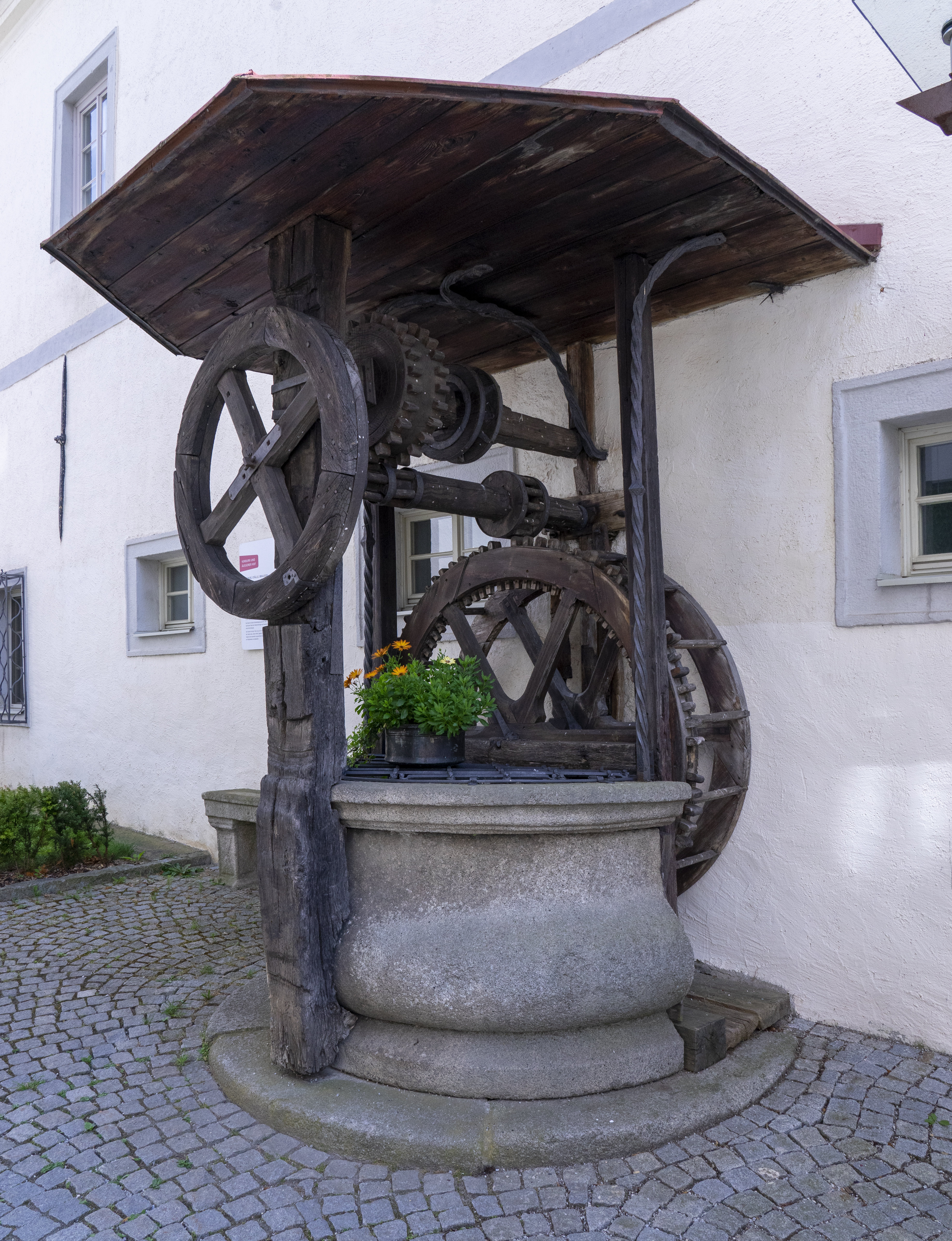
Pozzo con ruota a pedali risalente al 1589

Il castello di Weinberg si trova nell'omonima frazione a Kefermarkt, comune austriaco del Distretto di Freistadt, Land dell'Alta Austria. Si tratta di un imponente complesso posto in posizione dominante che dopo il restauro del XX secolo rappresenta uno dei castelli più belli e importanti del Mühlviertel. La struttura essenzialmente gotico venne trasformata in castello rinascimentale nel XVI secolo. Il complesso medievale era costituito da una torre residenziale rettangolare a più piani ancora visibile nella parte settentrionale del nucleo recente del castello. All'inizio del XIV secolo questa roccaforte era circondata da una cortina muraria con torri. Verso la fine dello stesso secolo davanti, ad est, fu costruito un altro possente muro. L'accesso avviene attraverso due porte sul fronte orientale. Il cancello anteriore era protetto da un ponte levatoio ancora in buone condizioni, al quale si accede da un lungo ponte di pietra. Il secondo cancello sulle mura di cinta è vicino all'ex posto di guardia. Davanti alla cinta muraria c'è un fossato profondo e asciutto. Varcati i cancelli si accede allo stretto cortile esterno che circonda l'edificio principale, molto più alto e che costituisce il castello vero e proprio. Si tratta di è un edificio a quattro piani che racchiude un piccolo cortile rettangolare. Nel cortile si trova il pozzo profondo 45 m con ruota a pedali risalente al 1589. La copertura è caratterizzata dall'alta lanterna con tetto a cipolla. A sud-ovest e nord-ovest si trovano due torri angolari rotonde con tetti conici. Negli interni molte sale hanno volte a vela e soffitti stuccati. Le porte della Sala Imperiale hanno cornici massicce e riccamente decorate. Gli affreschi parietali policromi sono stati restaurati durante l'ultima ristrutturazione generale. Nel salone principale si conserva una bellissima stufa in maiolica rinascimentale con piastrelle colorate raffiguranti antichi sovrani mitologici inoltre è notevole il soffitto in stucco del 1604 con figure di animali che sembrano aderire direttamente sull'intonaco. Le nicchie delle finestre sono arricchite dai sedici stemmi piramidali.
La Sala dei Cavalieri, che occupa quasi tutta la facciata orientale, è sormontata da un'enorme volta a botte con affreschi attribuiti a Johann Philipp Rucerbauer. Nella Sala La Fontaine è conservato un soffitto a travi del XVII secolo dipinto con raffigurazioni di favole con animali. La cappella del castello, originariamente costruita in stile gotico, dopo essere stata distrutta da un incendio nel 1617, fu ristrutturata nel 1635 e Bartolomeo Carlone vi realizzò i bellissimi stucchi del soffitto. La pala è probabilmente stata realizzata da Bartolomeo Altomonte. La ricca decorazione interna della maggior parte delle 220 stanze, la collezione di armi e il museo di famiglia andarono quasi completamente perduti a causa del saccheggio e della distruzione nel 1945 durante l'occupazione delle truppe sovietiche. Parti della farmacia barocca del castello, fondata dalla contessa Maria Franziska von Thürheim alla fine del XVII secolo, si trovano dalla fine della seconda guerra mondiale nel museo del castello di Linz. Anche l'archivio del castello della famiglia Thürheim, una delle più ricche del paese, è stato salvato e trasferito nell'Archivio di Stato dell'Alta Austria. Nel giardino del castello si trova la casa del falconiere risalente al XVIII secolo ma gli arredi si trovano nel Kunsthistorisches Museum di Vienna.

### Bene architettonico tutelato
il castello di Weinberg è stato posto sotto tutela dei monumenti da parte della Repubblica austriaca col numero 16523.